# Kunimitsu Sekiguchi
Kunimitsu Sekiguchi (関口 訓充?, Sekiguchi Kunimitsu; Tokyo, 26 dicembre 1985) è un calciatore giapponese, centrocampista del Nankatsu SC.

## Carriera
Viene convocato per la prima volta in nazionale dal CT Alberto Zaccheroni l'8 ottobre 2010 per la partita amichevole contro l'Argentina.

## Palmarès

### Club

#### Competizioni nazionali
- Coppa J. League: 1

Cerezo Osaka: 2017
- Coppa dell'Imperatore: 1

Cerezo Osaka: 2017

### Nazionale
- Kirin Cup: 1

2011